# Himalayatahr
Himalayatahr (Hemitragus jemlahicus) är en art i underfamiljen getdjur som lever i Himalaya.

## Utseende
Djuret liknar getter i utseende och har en robust kropp med jämförelsevis korta kraftiga extremiteter. Den når en kroppslängd (huvud och bål) mellan 90 och 140 centimeter samt en vikt mellan 36 och 90 kilogram. Mankhöjden är 65 till 100 cm och svansen är 9 till 12 cm lång. Den långa pälsen har en rödbrun till gråbrun färg. Under vintern har hanar en påfallande man vid halsen, som täcker även de övre delarna av de främre extremiteterna. Sommarpälsen är tydlig kortare och ljusare.
Himalayatahr har små spetsiga öron och nosen saknar hår. Horn finns hos bägge kön. Hornen är böjda bakåt och vid spetsen inåt. De kan vara upp till 45 centimeter långa. Honornas horn är oftast kortare.

## Utbredning och levnadssätt
Arten lever i Asien i Himalaya och regionen omkring från Kashmir över södra Kina (Tibet) till östra Nepal eller kanske till Bhutan. Habitatet utgörs av bergstrakter med grästäckta ytor, buskskogar och mindre skogar. Arten vistas i regioner som ligger 1500 till 5200 meter över havet.
Individerna är främst aktiva tidigt på morgonen och sent på eftermiddagen. Under dagen vilar de gömda bland klippor eller tät vegetation. De har bra förmåga att klättra uppför slänter och anses som skygga. Under vintern vandrar de ner till lägre områden. De lever i grupper av cirka 15 individer. Sällan bildas flockar med upp till 80 medlemmar. Gruppen består antingen av flera honor med deras ungar eller av individer från olika kön. Äldre hannar lever oftast ensamma.
Under parningstiden mellan oktober och januari uppstår strider mellan hannarna för rätten att para sig. Dessa strider är inte lika intensiva som hos andra partåiga hovdjur. Efter dräktigheten som varar i cirka sju månader föder honan en eller sällan två ungar. Honan sluter efter ungefär 6 månader att ge di och ungarna är efter två till tre år könsmogna.

## Himalyatahr och människor
Arten har ett jämförelsevis stort utbredningsområde men den hotas av förstöringen av habitatet. Dessutom jagas varje år många individer för köttets skull. Uppskattningsvis minskade hela populationen under 21 år (tre generationer) före 2020 med ett värde lite mindre än 30 procent. IUCN listar djuret som nära hotad (Near Threatened).
Djuret infördes på Nya Zeelands södra ö där den utvecklade en stor population. Där jagas den även av sportjägare. Mindre grupper blev införda i USA, Kanada och Sydafrika. En introducerad population i Argentina är antagligen utdöd.

## Systematik
Himalayatahr är en av tre arter i släktet Hemitragus. Enligt molekylärgenetiska undersökningar som utfördes 2005 av Ropiquet och Hassanin är dessa arter inte tydlig släkt med varandra och släktet blir troligen upplöst. Enligt dessa analyser är himalayatahr närmare släkt med getter (Capra).